# أليس فيبي لو
أليس فيبي لو (بالإنجليزية: Alice Phoebe Lou)‏ هي مغنية وكاتبة غنائية جنوب أفريقية، ولدت في 19 يوليو 1993 في كيب تاون في جنوب أفريقيا.

## وصلات خارجية
- الموقع الرسمي
- أليس فيبي لو على موقع IMDb (الإنجليزية)
- أليس فيبي لو على موقع ميوزك برينز (الإنجليزية)
- أليس فيبي لو على موقع أول ميوزيك (الإنجليزية)
- أليس فيبي لو على موقع ديسكوغز (الإنجليزية)